# Karl Christoph Roeder von Diersburg
Karl Christoph Freiherr Roeder von Diersburg (* 1. August 1789 in Offenburg; † 19. April 1871 in Freiburg) war ein deutscher Landschafts- und Architekturmaler.

## Leben
Roeder von Diersburg entstammt dem alten, seit Jahrhunderten im Diersburger Tal (Gemeinde Hohberg) in der Ortenau ansässigen Adelsgeschlecht, das immer noch dort wohnt und Weinbau betreibt. Seine Eltern waren der badische Hauptmann Karl [Franz Ferdinand Wilhelm Joseph] Roeder von Diersburg (1765–1800) und Maria Anna [Margarethe Katharina Viktoria Elisabeth] (geborene von Wulffen, 1172–1848). Der preußische Generalleutnant und Abgeordnete Freiherr Alexander von Wulffen (1784–1861) war sein Onkel. Roeder von Diersburg wurde zunächst im Kloster Allerheiligen erzogen und trat 1806 in den Großherzoglich Badischen Militärdienst ein. Hier und nahm 1806 bis 1807 an den Feldzügen gegen Preußen, 1809 gegen Österreich und von 1813 bis 1815 gegen Frankreich teil. Er nahm als Kapitän 1. Klasse seinen Abschied. Während seines Studiums wurde er Mitglied der burschenschaftlichen Genossenschaft/Verein zur Bearbeitung wissenschaftlicher Gegenstände, aus der kurz darauf die Alte Freiburger Burschenschaft entstand. 1830 wurde er zum Großherzoglich Badischen Kammerherrn ernannt, 1833 wurde er grundherrlicher Abgeordneter der 1. Kammer der Badischen Landstände. Er beschäftigte sich als Autodidakt mit Landschafts- und Architekturmalerei. 1823 stellte er u. a. in Karlsruhe aus, vermutlich angeregt von den Konstanzer Malern Joseph Mosbrugger, Franz Xaver von Riedmüller und Marie Ellenrieder, mit der ihn eine enge und lebenslange Freundschaft verband.